# Phêrô Vũ Đăng Khoa
Phêrô Vũ Đăng Khoa là một linh mục, được Giáo hội Công giáo Rôma tôn phong Hiển Thánh vào năm 1988.
Ông sinh năm 1790 tại làng Thuận Nghĩa, phủ Diễn Châu, nay thuộc xã Quỳnh Lâm, huyện Quỳnh Lưu, tỉnh Nghệ An, thuộc Giáo phận Vinh, là con trai thứ ba trong gia đình. Theo học tại Chủng viện Vĩnh Trị (Nam Định), sau chuyển về học Nhà tràng Hướng Phương. 
Năm 1820, ông được thụ phong linh mục tại Vĩnh Trị. Ông giúp giáo dân các giáo xứ ở Ninh Bình, Nghệ An và Hà Tĩnh. Năm 1829, Giám mục Harvard Du bổ nhiệm ông làm chính xứ Kinh Nhuận, cũng là Cồn Dừa.
Vua Minh Mạng cấm đạo, do có người tố cáo nên ông bị chặn bắt tại Lễ Sơn ngày 2 tháng 7 năm 1838 cùng hai chú Khang và Đức. Ông bị giải về Đồng Hới. Quan tỉnh tra tấn nhiều lần nhưng ông không khai báo.
Ông bị xử giảo ngày 24 tháng 11 năm 1838 tại pháp trường ngoài thành Đồng Hới. Thi hài được đưa về nhà thầy giảng Nguyên ở làng Mỹ Hương, Lệ Thủy rồi đưa về an táng tại Nhà chung Kẻ Gốm. Về sau, được đưa về Thuận Nghĩa.